# 1889 a sportban
1889 legfontosabb sporteseményei a következők voltak:
- január 20.–február 24. – sakkvilágbajnoki párosmérkőzés Steinitz és Csigorin között, Steinitz címvédésével
- december 8. – megalakul a Holland Királyi Labdarúgó-szövetség
- Megalakul a Sheffield United FC labdarúgócsapat.
- Megalakul a Dán labdarúgó-szövetség

## Születések
| Születés       | Név                      | Nemzetiség, sportág, eredmények                                                                                   | Halálozás |
| -------------- | ------------------------ | --- | --------- |
| január 1.      | Jens Chievitz            | dán tornász, olimpikon                                                                                            | 1965      |
| január 2.      | Harry Hyland             | Stanley-kupa-győztes kanadai jégkorongozó, Hockey Hall of Fame-tag                                                | 1969      |
| január 5.      | Ernest Delaney           | amerikai autóversenyző                                                                                            | 1937      |
| január 12.     | Alberto Ohaco            | argentin válogatott labdarúgó                                                                                     | 1950      |
| január 22.     | Henri Pélissier          | Tour de France-győztes francia országútikerékpár-versenyző                                                        | 1935      |
| január 22.     | Amos Strunk              | World Series bajnok amerikai baseballjátékos                                                                      | 1979      |
| január 23.     | Will Jones               | amerikai autóversenyző                                                                                            | 1972      |
| január 25.     | Les Nunamaker            | World Series bajnok amerikai baseballjátékos                                                                      | 1938      |
| február 2.     | Hartman Bjørnson         | olimpiai bajnok norvég tornász                                                                                    | 1974      |
| február 4.     | Andreas Strand           | olimpiai ezüstérmes norvég tornász                                                                                | 1958      |
| február 11.    | Carl Krebs               | olimpiai bronzérmes dán tornász                                                                                   | 1971      |
| február 12.    | George Cochran           | amerikai baseballjátékos                                                                                          | 1960      |
| február 14.    | Fred Clemons             | amerikai autóversenyző                                                                                            | 1945      |
| február 17.    | Art Ranney               | amerikai amerikai futball csapattulajdonos, a National Football League (NFL) egyik alapítója                      | 1970      |
| február 18.    | George Mogridge          | World Series bajnok amerikai baseballjátékos                                                                      | 1962      |
| február 20.    | Boardwalk Brown          | World Series bajnok amerikai baseballjátékos                                                                      | 1977      |
| február 24.    | Carl Ehrenfried Carlberg | olimpiai bajnok svéd tornász                                                                                      | 1962      |
| február 26.    | Charles Atkin            | olimpiai bajnok brit válogatott gyeplabdázó, orvos                                                                | 1958      |
| február 26.    | Julien Wartelle          | olimpiai bronzérmes francia tornász                                                                               | 1943      |
| február 28.    | Hermann Helgesen         | olimpiai ezüstérmes norvég tornász                                                                                | 1963      |
| március 3.     | Victor Duvant            | olimpiai ezüst- és bronzérmes francia tornász                                                                     | 1963      |
| március 10.    | Søren Thorborg           | olimpiai ezüstérmes dán tornász                                                                                   | 1978      |
| március 12.    | Reb Russell              | World Series bajnok amerikai baseballjátékos                                                                      | 1973      |
| március 13.    | Byrd Lynn                | World Series bajnok amerikai baseballjátékos                                                                      | 1940      |
| március 16.    | Reggie Walker            | olimpiai bajnok dél-afrikai atléta                                                                                | 1951      |
| március 28.    | Carl Folcker             | olimpiai bajnok svéd tornász                                                                                      | 1911      |
| március 29.    | Erdődy Imre              | olimpiai ezüstérmes magyar tornász, testnevelőtanár                                                               | 1973      |
| április 10.    | Eino Forsström           | olimpiai ezüst- és bronzérmes finn tornász                                                                        | 1961      |
| április 13.    | Claude Hendrix           | amerikai baseballjátékos                                                                                          | 1944      |
| április 19.    | Joe Dawson               | Indianapolisi 500-győztes amerikai autóversenyző                                                                  | 1946      |
| május 20.      | Ted Cather               | World Series bajnok amerikai baseballjátékos                                                                      | 1945      |
| május 20.      | Rolf Lie                 | olimpiai bajnok norvég tornász                                                                                    | 1959      |
| május 23.      | Boo Kullberg             | olimpiai bajnok svéd tornász                                                                                      | 1962      |
| május 28.      | Réti Richárd             | csehszlovák sakknagymester, sakkfeladványszerző, sakkszakíró                                                      | 1929      |
| június 1.      | Jens Kirkegaard          | olimpiai ezüstérmes dán tornász                                                                                   | 1966      |
| június 1.      | Otto Miller              | amerikai baseballjátékos                                                                                          | 1962      |
| június 2.      | Jacques Chaudron         | francia válogatott jégkorongozó, olimpikon                                                                        | 1969      |
| június 19.     | Povl Mark                | olimpiai ezüstérmes dán tornász                                                                                   | 1957      |
| június 21.     | Ralph Craig              | olimpiai bajnok amerikai atléta                                                                                   | 1972      |
| június 24.     | Howdy Wilcox             | Indianapolisi 500-győztes amerikai autóversenyző                                                                  | 1923      |
| július 8.      | Joe Martina              | World Series bajnok amerikai baseballjátékos                                                                      | 1962      |
| július 12.     | Georg Albertsen          | olimpiai bajnok dán tornász                                                                                       | 1961      |
| július 13.     | Stan Coveleski           | World Series bajnok amerikai baseballjátékos, National Baseball Hall of Fame and Museum tag                       | 1984      |
| július 18.     | Carl Martin Norberg      | olimpiai bajnok svéd tornász                                                                                      | 1970      |
| július 29.     | Asztalos Lajos           | magyar sakkozó, nemzetközi mester, sakkolimpikon, magyar bajnok, nemzetközi versenybíró, sakkszakíró, sportvezető | 1956      |
| augusztus 2.   | Leslie Boardman          | olimpiai bajnok ausztrál úszó                                                                                     | 1975      |
| augusztus 6.   | Harry Knight             | amerikai autóversenyző                                                                                            | 1913      |
| augusztus 13.  | Géo André                | olimpiai ezüstérmes francia atléta, rögbijátékos                                                                  | 1943      |
| augusztus 22.  | Wally Schang             | World Series bajnok amerikai baseballjátékos                                                                      | 1965      |
| augusztus 23.  | George Canning           | olimpiai bajnok brit kötélhúzó                                                                                    | ?         |
| augusztus 23.  | Hans Beyer               | olimpiai bajnok norvég tornász                                                                                    | 1965      |
| augusztus 24.  | Hank Gowdy               | World Series bajnok amerikai baseballjátékos                                                                      | 1966      |
| szeptember 15. | John Sörenson            | olimpiai bajnok svéd tornász                                                                                      | 1976      |
| szeptember 17. | Fred Ellis               | amerikai autóversenyző                                                                                            | 1958      |
| szeptember 18. | Heinie Groh              | World Series bajnok amerikai baseballjátékos                                                                      | 1968      |
| október 5.     | Jim Bagby                | World Series bajnok amerikai baseballjátékos                                                                      | 1954      |
| október 11.    | Schlosser Imre           | magyar válogatott labdarúgó, olimpikon, edző, játékvezető magyar bajnok (13x) és kupagyőztes (2x)                 | 1959      |
| október 11.    | Hjalmart Andersen        | olimpiai bronzérmes dán tornász                                                                                   | 1974      |
| október 15.    | Wilhelm Steffensen       | olimpiai ezüstérmes norvég tornász                                                                                | 1954      |
| október 17.    | Jankovich István         | magyar atléta, rövidtávfutó, olimpikon                                                                            | 1974      |
| október 18.    | Carl Bertilsson          | olimpiai bajnok svéd tornász                                                                                      | 1968      |
| október 21.    | Christian Pedersen       | olimpiai bajnok dán tornász                                                                                       | 1953      |
| október 23.    | Hugh Bedient             | World Series bajnok amerikai baseballjátékos                                                                      | 1965      |
| október 25.    | Smoky Joe Wood           | World Series bajnok amerikai baseballjátékos                                                                      | 1985      |
| november 10.   | Bernard Franklin         | olimpiai bronzérmes brit tornász                                                                                  | 1937      |
| november 13.   | Vigo Meulengracht Madsen | olimpiai bronzérmes dán tornász                                                                                   | 1979      |
| november 24.   | George Burns             | World Series bajnok amerikai baseballjátékos                                                                      | 1966      |
| november 24.   | Romolo Carpi             | olasz kötélhúzó, olimpikon                                                                                        | 1938      |
| november 24.   | Hubert Lafortune         | olimpiai ezüstérmes belga tornász                                                                                 | ?         |
| december 1.    | Rolf Johnsson            | olimpiai bajnok svéd tornász                                                                                      | 1931      |
| december 2.    | Harald Færstad           | olimpiai ezüstérmes norvég tornász                                                                                | 1979      |
| december 3.    | Edvin Paulsen            | olimpiai bronzérmes norvég tornász                                                                                | 1963      |
| december 3.    | Spencer Wishart          | amerikai autóversenyző                                                                                            | 1914      |
| december 6.    | Georges Dary             | francia válogatott jégkorongozó, olimpikon                                                                        | ?         |
| december 9.    | Hannes Kolehmainen       | olimpiai bajnok finn közép- és hosszútávfutó atléta                                                               | 1966      |
| december 14.   | Lefty Tyler              | World Series bajnok amerikai baseballjátékos                                                                      | 1953      |
| december 18.   | Buddy Napier             | amerikai baseballjátékos                                                                                          | 1968      |

## Halálozások
| Halálozás  | Név       | Nemzetiség, sportág, eredmények | Születés |
| ---------- | --------- | ------------------------------- | -------- |
| január 15. | Lew Brown | amerikai baseballjátékos        | 1858     |